# カトマンズ郡
カトマンズ郡(カトマンズぐん、ネパール語: काठमाडौं जिल्ला)は、ネパール東部のバグマティ州の郡。
郡都はカトマンズ。
2021年国勢調査の人口は201万7,532人。
面積は395km2。
ネパール地震 (2015年)で特に甚大な被害があり、ネパール政府から優先地域に指定された。